# Filicea
Filicea is een geslacht van mosdiertjes uit de familie van de Semiceidae en de orde Cyclostomatida. De wetenschappelijke naam ervan werd in 1854 voor het eerst geldig gepubliceerd door Alcide d'Orbigny.

## Soort
- Filicea elegans (Hutton, 1873) → Cinctipora elegans Hutton, 1873